# Monocerotesa strigata
Monocerotesa strigata är en fjärilsart som beskrevs av W. Warren 1893. Monocerotesa strigata ingår i släktet Monocerotesa och familjen mätare. Inga underarter finns listade i Catalogue of Life.